# 韦尔纳斯卡
韦尔纳斯卡（義大利語：Vernasca），是意大利皮亚琴察省的一个市镇。总面积72平方公里，人口2313人，人口密度32.1人/平方公里（2009年）。ISTAT代码为033044。